# BMW R 37
La BMW R 37 est le deuxième modèle de motocyclette produit par BMW, à partir de 1925. Comme la R 32 de 1923, la R 37 possède un moteur bicylindre flat-twin. 